# 熊本県道51号熊本港線
熊本県道51号熊本港線（くまもとけんどう51ごう くまもとこうせん）は、熊本県熊本市西区から熊本市南区に至る県道（主要地方道）である。

## 概要
熊本市西区の熊本港と国道57号を結ぶ。

### 路線データ
- 起点：熊本県熊本市西区新港（熊本港）
- 終点：熊本県熊本市南区近見8丁目（近見東（近見高架橋）交差点、国道57号交点）

## 歴史
- 1974年（昭和49年） - 路線認定（一般県道）。当時の整理番号は328。
- 1988年（昭和63年） - 最初の区間として、熊本県道7号大牟田熊本宇土線（現国道501号）以西が完成。
- 1993年（平成5年）5月11日 - 建設省から、県道熊本港線が熊本港線として主要地方道に指定される[1]。
- 1994年（平成6年）4月1日 - 上記告示に基づき整理番号を51に変更。

## 路線状況

### 道路施設

#### 橋梁
起点から
- 熊本港大橋
- 近見高架橋 - 2004年（平成16年）3月に開通。

## 地理

### 通過する自治体
- 熊本市（西区 - 南区）

### 交差する道路
| 交差する道路                   | 市町村名 | 市町村名 | 交差する場所 | 交差する場所                      |
| ------------------------------ | -------- | -------- | ------------ | --------------------------------- |
| 熊本県道233号海路口小島線      | 熊本市   | 西区     | 沖新町       | 沖新町交差点                      |
| 国道501号                      | 熊本市   | 西区     | 中原町       | 中原町交差点                      |
| 熊本県道227号並建熊本線 / 現道 | 熊本市   | 西区     | 八分字町     |                                   |
| 熊本県道227号並建熊本線 / 支線 | 熊本市   | 西区     | 野口         |                                   |
| 川尻市道（熊本市道川尻線）     | 熊本市   | 西区     | 近見1丁目    | 近見西交差点                      |
| 国道3号                        | 熊本市   | 西区     | 近見7丁目    | 近見交差点                        |
| 国道57号 / 熊本東バイパス      | 熊本市   | 西区     | 近見8丁目    | 近見東（近見高架橋）交差点 / 終点 |

### 交差する鉄道
- 九州新幹線
- 鹿児島本線

### 沿線
- 熊本港
- アクアドームくまもと
- イオンタウン西熊本
- JR九州鹿児島本線 西熊本駅（2016年（平成28年）3月26日開業[2][3]）
- 熊本南警察署西熊本駅前交番[注釈 1][4]
- ホテルニューガイア西熊本駅前
- 洋服の青山熊本近見店